# Garanhunsa
Garanhunsa is een geslacht van hooiwagens uit de familie Zalmoxioidae.
De wetenschappelijke naam Garanhunsa is voor het eerst geldig gepubliceerd door Roewer in 1949. 

## Soorten
Garanhunsa is monotypisch en omvat slechts de volgende soort:
- Garanhunsa pectanalis